# Joseph Kyselak
Joseph Michael, meist nur Joseph, auch Josef Kyselak (* 9. März 1798 in Wien; † 17. September 1831 ebenda) war Alpinist und Hofkammerbeamter in Wien. Bekannt wurde er weniger für seine Reisebeschreibungen und kulturellen Interessen als für die merkwürdige Gewohnheit, auf Wanderungen seinen Namen in großen Buchstaben zu hinterlassen. Dies brachte ihm Berühmtheit und die Aufnahme in Wurzbachs Biographisches Lexikon des Kaiserthums Oesterreich. Für die Graffiti-Kultur stellt Kyselak nicht nur einen wichtigen Vorläufer dar, er war auch einer der ersten, die als habituelle „Tagger“, wie der Graffiti-Jargon dies nennt, gelten dürfen, sieht man von den Namensgravuren früherer Jahrhunderte an bedeutenden Bauwerken (Persepolis, Akropolis, Turm des Straßburger Münsters u. v. a.) ab.

## Leben
Joseph Michael Kyselak wurde als ältester Sohn des Diurnisten (Beamten) Joseph Kyselack (sic) und seiner Frau Josepha geb. Seiffert geboren und am selben Tag laut Taufbucheintrag in der Wiener Piaristenkirche der Pfarre Maria Treu getauft, zu der die damalige Wohnung der Eltern in St. Ulrich 79 (später Konskriptionsnummer 100, heute Lerchenfelder Straße 20) gehörte. Den zweiten Vornamen Michael, erst 2015 wieder bekannt geworden, erhielt er von seinem Taufpaten Joseph Michael Kloiber, Buchhalter bei der k.k. Familiengüter-Direktion. Ein Jahr später wurde sein Bruder Wilhelm geboren. Beide besuchten das Piaristen-Gymnasium (heute im Bezirk Josefstadt) und legten dort die Abschlussprüfung ab. Anschließend studierte Joseph Michael einige Semester Philosophie an der Wiener Universität, ohne einen Abschluss zu erlangen. Als Praktikant bekam er eine Anstellung in der Behörde, in der auch sein Vater tätig war: der k. k. Privat-, Familien- und Vitikalfondskassenoberdirektion. Nach sieben Jahren als Praktikant suchte er 1825 bei der Hofkammer um Beförderung zum Registraturs-Accessisten an; er erhielt die Stelle nicht, die abschlägige Antwort liegt vor.
Im selben Jahr, am 12. August, begann das zentrale Ereignis seines Lebens, die fast vier Monate dauernde Wanderung von Graz nach Westen durch die Alpen. Sie führte über die Koralpe, das Drau- und Möll-Tal nach Mallnitz, über den Mallnitzer Tauern nach Bad Gastein, erreichte Hallein und Berchtesgaden. Von dort stieg Kyselak auf den Hundstod (bei Kyselak: „Hundskopftod“) im Steinernen Meer, wandte sich über Saalfelden und den Gerlospass ins Zillertal und überquerte den Alpenhauptkamm nach Sterzing. Über den Jaufenpass, durch das obere Passeiertal und über das Timmelsjoch ging es ins Ötztal, über die Wildkarspitze ins Stubaital und nach Innsbruck. Der Plan, mit einem Boot den Inn abwärtszufahren, schlug fehl. Kyselak wanderte nach Salzburg, fuhr auf Flößen die Salzach und den Inn hinunter nach Passau, von wo er zu Schiff nach Wien zurückkehrte. Vier Jahre später publizierte er seinen Bericht darüber, der ihn bekannt machte: Skizzen einer Fußreise durch Oesterreich, Steiermark, Kärnthen, Berchtesgaden, Tirol und Baiern nach Wien – nebst einer romantisch pittoresken Darstellung mehrerer Ritterburgen und ihrer Volkssagen, Gebirgsgegenden und Eisglätscher auf dieser Wanderung, unternommen im Jahre 1825.
Ein neuer Fund im Österreichischen Staatsarchiv (Archivale des Monats März 2025) wirft ein Licht auf die finanzielle Lage Kyselaks, werden in seinem Schreiben vom 26. März 1829 doch die schwierigen wirtschaftlichen Verhältnisse, die Krankheit des Vaters und dadurch ausbleibende Unterstützung sowie die Unmöglichkeit einer Heirat erwähnt.
Im Jahr 1831 fiel Kyselak der 2. Cholerapandemie zum Opfer. Als er in das Cholera-Hospital am Wiener Strozzigrund (das sich in dem für diese Zwecke adaptierten Palais Strozzi befand) eingeliefert wurde, war er bereits tot.

## Legenden
Angeblich begann er infolge einer Wette, nach der er in drei Jahren in der ganzen Monarchie bekannt werden wollte, seinen Namen bzw. „Kyselak war hier!“ auf allerlei Plätze im Kaisertum Österreich zu schreiben und zu ritzen.

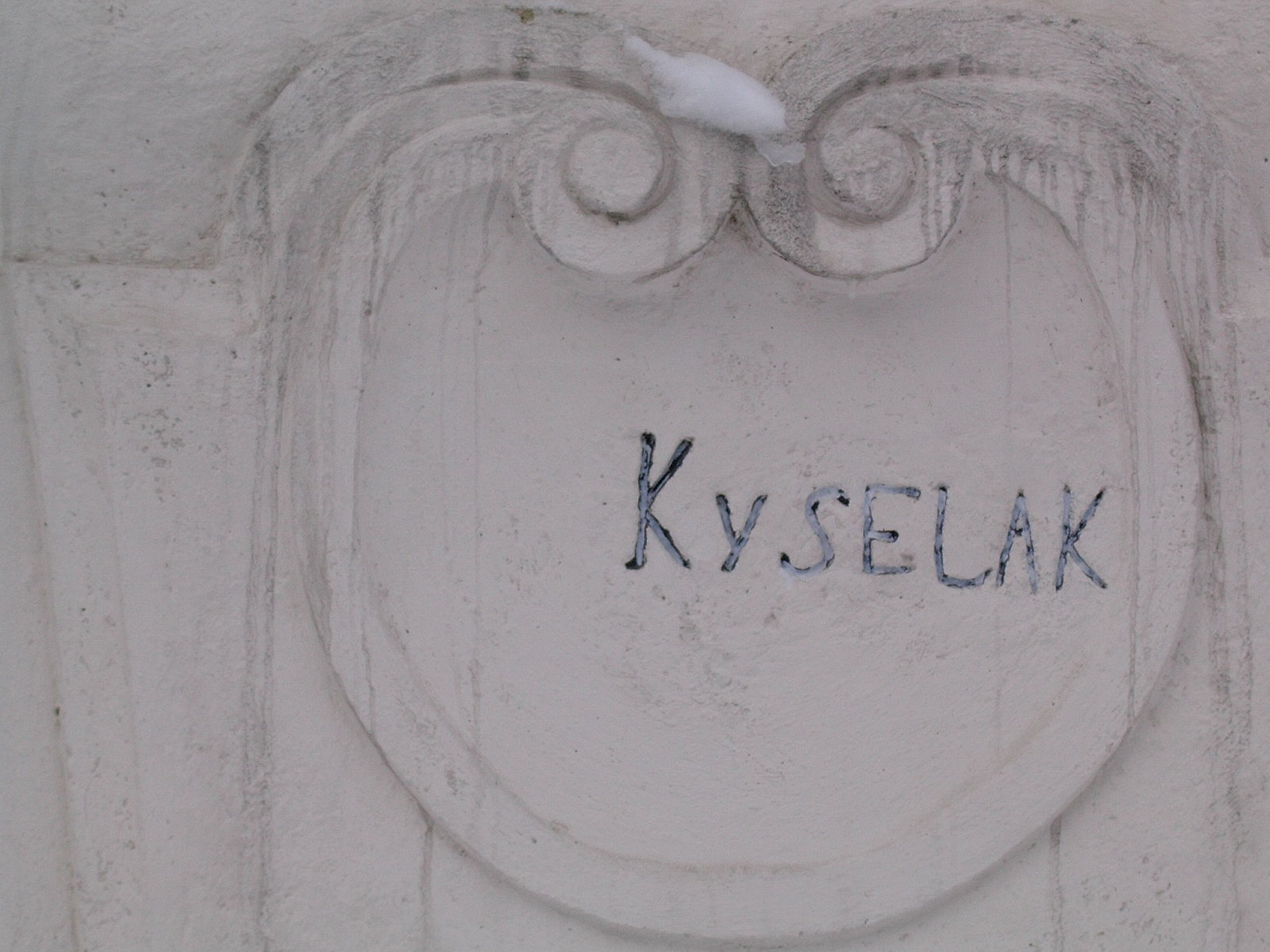
Kyselaks Inschrift an der Säule im Wiener Schwarzenbergpark, Echtheit umstritten

Ihm wurde angedichtet, den Chimborazo in Ecuador erklommen zu haben, so dass Alexander von Humboldt dort den Schriftzug Kyselak 1837 vorgefunden haben soll. Allerdings bestieg von Humboldt den Chimborazo schon 1802, erreichte aber nicht den Gipfel, und Kyselak war 1837 bereits sechs Jahre tot. Legende ist auch, dass Kyselak zum Kaiser gerufen worden sein soll, nachdem er ein kaiserliches Gebäude „beschmiert“ hätte. Franz I. habe ihm daraufhin verboten, je wieder seinen Namen irgendwohin zu schreiben, woraufhin Kyselak Besserung gelobt habe. Als er wieder gegangen war, habe der Kaiser Kyselaks Namen und das Datum auf seinem Schreibtisch eingraviert gefunden.
Kyselak selbst erwähnt in seinem Reisebericht den Beweggrund für sein merkwürdiges Tun gar nicht; nur vereinzelt wies er auf Anbringung seines Namens hin, so etwa bei seinem Besuch der Schlossruine Kapfenberg: Ich bezeichnete diese merkwürdige Wand, an der ich mich nun fest anklebte, groß mit schwarzer Jahreszahl.
Zu den Legenden gehört, er sei ein leistungsstarker Alpinist gewesen. Er war eher ein – allerdings sehr ausdauernder – Bergwanderer. Als er seine Wanderung unternahm, auf der er bei Bergbesteigungen nicht den heutigen Schwierigkeitsgrad II der UIAA-Skala überschritt, waren bereits anspruchsvolle Berge wie der Mont Blanc (1786), der Großglockner (1800), der Ortler (1804) oder die Jungfrau (1811) bestiegen worden.

## Nachwirken und Trivia
Die Gepflogenheit, seinen Namen auf berühmten Touristenzielen einzugravieren, gab es schon im Altertum. Reisende im 17. und 18. Jahrhundert hinterließen ihren Namen samt Jahreszahl überall, so Goethe auf dem Turm des Straßburger Münsters oder (samt einem Gedicht) auf dem Kickelhahn, Fernreisende auf den entlegensten Plätzen, so zum Beispiel in Tacht-e-Dschamschid, dem antiken Persepolis, Militärs auf Burgen oder in besetzten Palästen, so in den Stanzen des Vatikans. Kyselak ist in dieser Tradition zu sehen, aber so konsequent hat niemand vor ihm als Kritzler gehandelt. Es ist überlegenswert, ihn als Vorläufer der „Tagger“ oder Graffiti-Sprayer zu sehen, da er seinen Namen nicht nur jahrelang nachweislich exzessiv verbreitete, sondern hierfür auch eine spezielle Form schuf.
Kyselaks Name wirkte über seinen Tod weiter. Ein lustiges Gedicht von Joseph Victor von Scheffel endet mit den Worten:
…Schwer empört schau ich das wilde
Denkmal wilder Menschenart …
Sieh – da winkt versöhnlich milde
Auch ein Gruß der Gegenwart:
Schwindlig ob des Abgrunds Schauer
Ragt des höchsten Giebels Zack
Und am höchsten Saum der Mauer
Prangt der Name — KISELAK. 

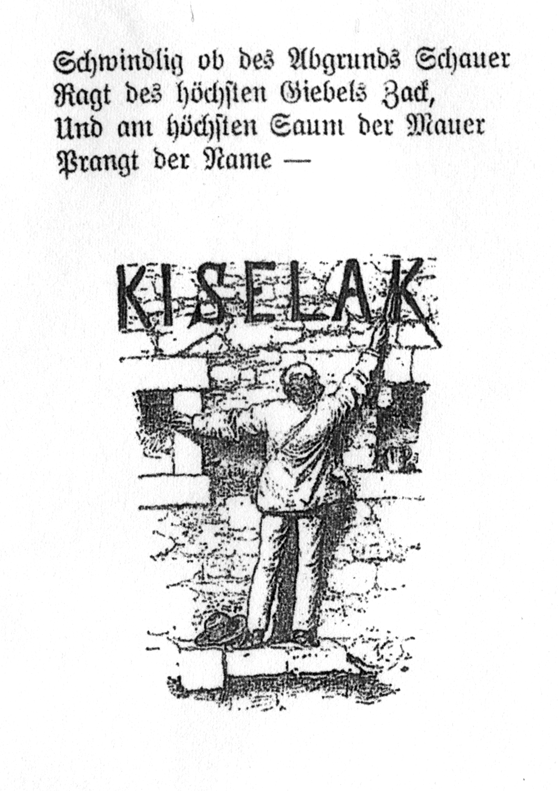
Illustration zum Gedicht von Scheffels

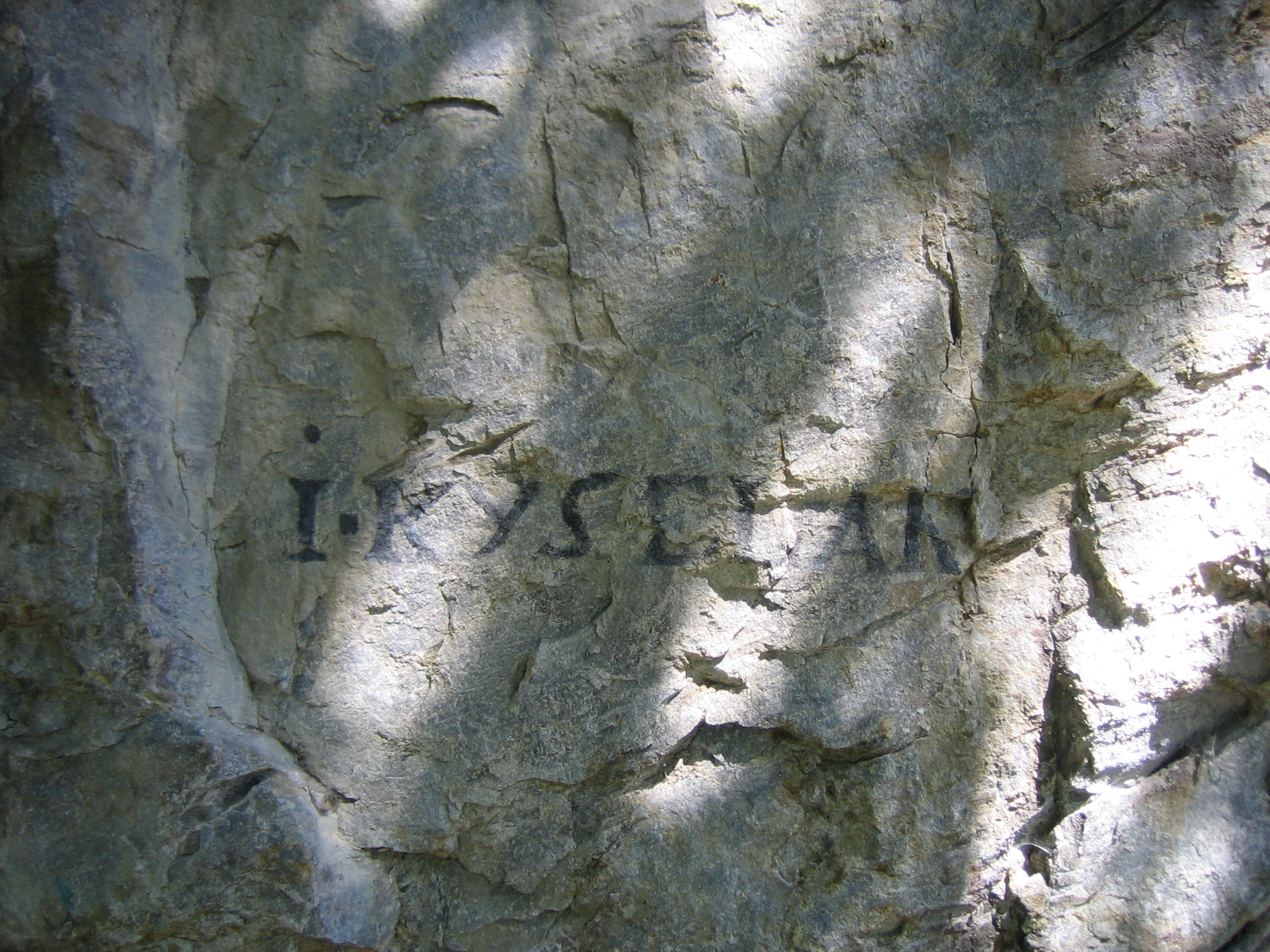
Kyselak Inschrift auf einer Felswand in der Wachau

Auch einige von Kyselaks Inschriften sind noch erhalten. Inschriften befinden sich am Wehrturm von Perchtoldsdorf und auf einer Felswand in der Wachau zwischen Krems und Dürnstein bei Rothenhof. Heute noch ist der Name „Kyselak“ auf diversen Wänden und Plätzen anzutreffen, wenngleich oft in verstümmelter Form, z. B. als „Kisselak“. 
Die meisten der bekannten Kyselak-Namenszüge sind moderne Fälschungen. 
Ein eingravierter Kyselak-Schriftzug befindet sich an einem Obelisken im Wiener Schwarzenbergpark. Seine Echtheit ist umstritten, allein schon deswegen, weil Kyselak seinen Namen stets mit Farbe geschrieben und niemals eingraviert hat. In dieser Tradition stehen später auch „Kilroy was here“ und Peter Ernst Eiffe.
Um 1960 herum schrieben Konrad Bayer und Gerhard Rühm ein absurdes Sprechstück mit dem Titel „kyselak“. 1970 schrieb Herbert Rosendorfer eine kurze Erzählung „Keine Spur von Kyselack“. 1882/83 verwendete Hermann Bahr das Pseudonym „Kieselak“, um für das Linzer Sonntagsblatt deutschnationale und antisemitische Texte zu schreiben.
Seit 2010 gibt es Nachahmer im Raum Wien, denn an einigen Stellen, an denen bisher keine Aufschriften vorhanden waren, wie bei der Wilhelmswarte am Anninger, tauchte der Name auf.

## Film

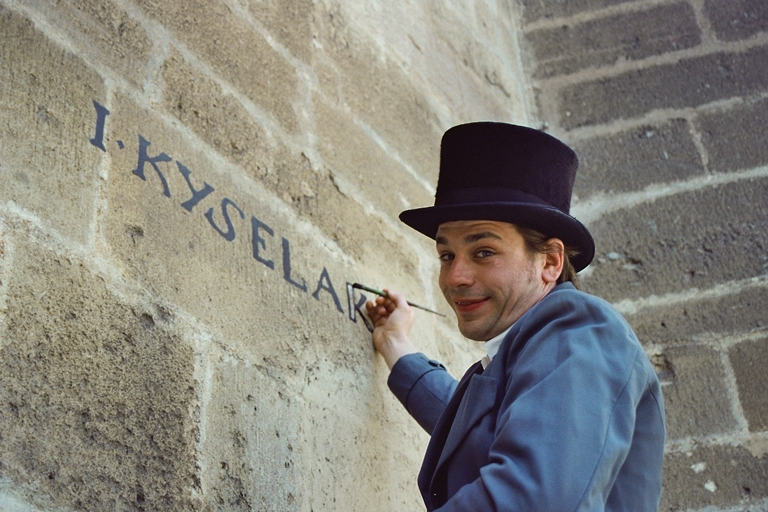
Nikolaus Barton als Joseph Kyselak

- Kyselak war da – Graffiti anno 1825

Filmische Aufbereitung der Ergebnisse des Kyselakprojekts.
Produziert wurde auch eine englische Fassung der Dokumentation (voice-over-synchro) unter dem Titel Kyselak, the first graffiti-tagger.